# Gekko chinensis
Gekko chinensis är en ödleart som beskrevs av Gray 1842. Gekko chinensis ingår i släktet Gekko och familjen geckoödlor. IUCN kategoriserar arten globalt som livskraftig. Inga underarter finns listade i Catalogue of Life.
Arten förekommer med två från varandra skilda populationer på fastlandet i sydöstra Kina samt på Hainan och i norra Vietnam. Den lever främst i skogar och den besöker angränsande områden. Ibland syns Gekko chinensis klättrande på husväggar. Den är aktiv på natten och jagar huvudsakligen insekter.